# Herochroma sordida
Herochroma sordida là một loài bướm đêm trong họ Geometridae.